# World of Wolfram
World of Wolfram ist eine zehnteilige deutsche Comedy-Webserie des öffentlich-rechtlichen Jugendsenders funk aus dem Jahr 2016. Die Serie schildert die Abenteuer des jungen Gamers Wolfram, der in einer WG mit einem Ork und einer Elfe lebt. World of Wolfram wurde auf der Website von funk und über einen YouTube-Kanal ausgestrahlt.

## Handlung
Weil der phlegmatische Student Wolfram im MMORPG-Spiel World of Warfare einer Elfe (Reena) das Leben gerettet und einem Ork (Ogrosch) das Leben geschenkt hat, begleiten ihn beide aus dem Königreich Zateron in die wirkliche Welt – um dort eines Tages die Schuld auszugleichen und sein Leben zu retten. Da die beiden Online-Figuren nur innerhalb der Reichweite seines WLAN existieren, ist Wolfram gezwungen, ihnen Zimmer in seiner WG zu überlassen. Künftig muss er sich mit den Marotten eines cholerischen Orks und einer übergriffigen Elfe herumschlagen.
Reena verliebt sich in ihren Retter. Als Wolframs Ex-Freundin dies bemerkt, setzt sie alles daran, Wolfram zurückzugewinnen – und die nebenbuhlerische Elfe zu vernichten. Zwischen den Frauen beginnt ein eifersüchtiger Kampf, der am Ende sogar handgreiflich wird.
Währenddessen beginnt der heimwehkranke Ogrosch, World of Warfare zu spielen – also genau das Spiel, aus dem er selbst stammt. Schnell wird er spielsüchtig, und die Grenzen zwischen online und offline verschwimmen.

## Episodenliste
| Episode | Titel                   | Veröffentlichung  |
| ------- | ----------------------- | ----------------- |
| 1       | Drei Zimmer, Küche, Ork | 7. Oktober 2016   |
| 2       | Zelt                    | 14. Oktober 2016  |
| 3       | Herpes                  | 21. Oktober 2016  |
| 4       | Halloween               | 28. Oktober 2016  |
| 5       | Yoga                    | 4. November 2016  |
| 6       | Nerd Battle             | 11. November 2016 |
| 7       | Catfight                | 18. November 2016 |
| 8       | Polizei                 | 25. November 2016 |
| 9       | Geburtstag              | 2. Dezember 2016  |
| 10      | Game Over               | 9. Dezember 2016  |

## Auszeichnungen
- 2017: Best Web Programm, Paris Play Festival
- 2017: Best Web Series, Los Angeles Film Awards
- 2017: Best Web Series, Top Shorts
- 2017: Best Director, Los Angeles Film Awards
- 2017: Outstanding Actor, Outstanding Directing, Outstanding Camera, Outstanding Editing, Outstanding Visual Effects, Outstanding Sound Design, LA Webfest
- 2017: Best Juvenile Series, Rio Webfest